# Paul Janz
Paul D. Janz (né en 1951 à Three Hills, Alberta) est un musicien et théologien canadien.

## Biographie
Il est le fils de Leo Janz, originaire d'une communauté mennonite germanophone russe. Il grandit à Bâle après que ses parents ont déménagé en Europe pour démarrer la mission Janz Team en Allemagne. Paul Janz devient connu sous le nom de Danny & Paul avec son cousin, avant que le groupe Deliverance soit formé d'une fusion avec les Janz Team Singers au début des années 1970. Le titre Leaving L.A atteint la 71e place du Billboard Hot 100 en 1980. Il travaille également pour la Black Forest Academy qu'a fondé la Janz Team.
En 1981, il participe avec le titre Steine au concours de sélection allemand pour le Concours Eurovision de la chanson 1981 et prend la 10e place des douze participants. Katja Ebstein reprendra cette chanson pour son album Traumzeit en 1983.
Par la suite, il fait une carrière solo anglophone. Le titre Every Little Tear est cinquième puis Rocket to my hear et Stand sont vingtièmes du hit-parade canadien en 1990.
Janz met de côté sa carrière de musicien pour être professeur de théologie philosophique au Trinity Western University puis au King's College de Londres.

## Discographie
Albums
- High Strung (1985)
- Electricity (1987)
- Songwriter (1989) (démo, non commercialisé)
- Renegade Romantic (1990)
- Presence: A Collection of Hit Singles (1992)
- Trust (1992)

Singles
avec Deliverance
| Année | Single     | CA  | US  |
| ----- | ---------- | --- | --- |
| 1980  | Leaving LA | #57 | #71 |

Solo
| Année | Single                      | CA  |
| ----- | --------------------------- | --- |
| 1985  | Go to Pieces                | #29 |
| 1985  | Don't Cry Tonight           | --  |
| 1985  | High Strung                 | #85 |
| 1985  | Close My Eyes               | #94 |
| 1987  | One Night (is All it Takes) | #67 |
| 1988  | Believe in Me               | #26 |
| 1988  | I Won't Cry                 | #63 |
| 1988  | Send Me A Miracle           | #74 |
| 1990  | Every Little Tear           | #5  |
| 1990  | Rocket to My Heart          | #12 |
| 1990  | Stand                       | #13 |
| 1991  | Hold Me Tender              | #41 |
| 1992  | This Love Forever           | #44 |
| 1992  | Wind Me Up                  | #30 |
| 1993  | Amazon Rain                 | #28 |
| 1993  | Calling My Personal Angel   | #65 |

## Source de la traduction
- (de) Cet article est partiellement ou en totalité issu de l’article de Wikipédia en allemand intitulé « Paul Janz » (voir la liste des auteurs).